# Елене Капплер
Елене Капплер (ісп. Helene Kappler; нар. 15 березня 1973) — колишня венесуельська тенісистка.
Найвищу одиночну позицію світового рейтингу — 524 місце досягла 11 Nov 1991, парну — 437 місце — 11 Nov 1991 року.

## Фінали ITF

### Парний розряд: 2 (0–2)
| Результат | Ранг | Дата           | Турнір          | Покриття | Партнерка         | Суперниці                          | Рахунок          |
| --------- | ---- | -------------- | --------------- | -------- | ----------------- | ---------------------------------- | ---------------- |
| Поразка   | 1.   | 12 травня 1991 | Мехіко, Мексика | Тверде   | Claudia Rodríguez | Клаудія Ернандес Арансасу Гальярдо | 6–3, 5–7, 6–7(2) |
| Поразка   | 2.   | 13 жовтня 1991 | Сантьяго, Чилі  | Ґрунт    | Елеонора Вельянте | Пауліна Сепульведа Паула Кабесас   | 5–7, 6–2, 4–6    |